# HK Norilsk
Le HK Norilsk - en russe Хоккейный клуб Норильск - est un club de hockey sur glace de Norilsk en Russie. Il évolue dans la VHL.

## Historique
Le club est créé en 2023 et intègre la VHL.

## Palmarès
- Aucun titre.